# Зринский, Николай (деятель XVII века)
Николай Зринский (хорв. Nikola Zrinski), Миклош Зриньи (венг. Zrínyi Miklós), в русскоязычных источниках нередко упоминаемый как Миклош Зрини (5 января 1620, Чаковец — 18 ноября 1664) — хорватский и венгерский политик, военачальник, общественный деятель и поэт. Принадлежал к старинному хорватскому роду Зринских. В 1647—1664 годах был баном Хорватии. Один из главных героев Австро-турецкой войны 1663—1664 годов. На ранней стадии участвовал в подготовке заговора Зринских-Франкопана. Погиб в результате несчастного случая на охоте.

## Биография
Николай родился в Чаковце, в родовом замке Зринских. Сын Юрая V Зринского. Брат Петра Зринского. Был правнуком знаменитого героя Сигетварской битвы, которого также звали Николай Зринский (Миклош Зриньи). Был учеником знаменитого Петера Пазманя.
С детства Зринский считал себя принадлежащим как хорватской, так и венгерской культуре, считал родными оба языка. Несмотря на своё увлечение венгерской литературой, предпочтительной для себя считал военную карьеру. С 1635 по 1637 год путешествовал и обучался в Италии.
После возвращения на родину поступил на военную службу. Поначалу служил на границе Габсбургской державы с Османской империей, где периодически вспыхивали столкновения. Вскоре стал считаться одарённым военачальником. В 1645 году на заключительной стадии Тридцатилетней войны успешно командовал имперским корпусом в Моравии в военных действиях против шведов. Принимал также участие в боевых действиях против трансильванского князя Юрия I Ракоци.
В 1646 году он отличился в боевых действиях против Османской империи. Годом позже на коронации Фердинанда IV Габсбурга как короля Венгрии, был удостоен чести держать королевский меч. В том же году Зринский был назначен баном и капитан-генералом Хорватии.
В последующие годы постоянно принимал участие в приграничных конфликтах с османами. Несмотря на это, периодически жил в родовом замке в Чаковце, где занимался интеллектуальной и литературной деятельностью, состоял в переписке с рядом видных европейских интеллектуалов своего времени. Сам Зринский свободно владел шестью языками — венгерским, хорватским, итальянским, немецким, турецким и латынью.
Николай Зринский стал одним из главных героев Австро-турецкой войны 1663—1664 годов. Ещё до её начала он осуществил несколько рейдов на оккупированную турками территорию. После начала боевых действий в 1663 году возглавил венгерско-хорватскую армию численностью в 15 тысяч человек. Эта армия вместе с австрийской 12-тысячной армией под командованием Раймунда Монтекукколи вынуждена была противостоять 100-тысячной турецкой армии под командованием великого визиря Фазыл Ахмеда Кёпрюлю. Кампания 1663 года могла закончиться для Габсбургской державы катастрофой, однако турецкое наступление заглохло по причине плохой погоды, турки успели взять лишь Уйвар.
В кампанию 1664 года Зринский командовал 17-тысячной венгерско-хорватской армией, с которой он предпринял мощное наступление на оккупированные Османской империей территории в Южной Венгрии и Славонии. Зринский углубился на турецкую территорию на 240 километров, взял Печ и Осиек, в последнем он разрушил стратегически важный мост над Дравой на дороге, по которой осуществлялось снабжение турецкой армии в Венгрии. Затем он осадил крупнейшую турецкую крепость региона Канижу. Полуторамесячную осаду пришлось в итоге снять, так как Зрини не получил от австрийцев помощи, а на выручку Каниже направилась основная турецкая армия. Военным действиям Габсбургской державы сильно мешали разногласия между венграми и хорватами с одной стороны и австрийцами с другой, а также персональная неприязнь между Монтекукколи и Зрини.
После снятия осады Канижи Зринский оборонял свой родовой замок Нови-Зрин. Монтекукколи отказался предоставить ему помощь, предпочтя сосредоточить все силы на австрийском фронте, в результате чего замок пал. После взятия замка турки двинулись на Вену, но были разбиты Монтекукколи в битве при Сентготхарде. Стратегическая инициатива принадлежала австрийцам, однако Вена отказалась от дальнейшего ведения войны. 10 августа 1664 года был заключён Вашварский мир, который большинство венгерской и хорватской знати сочло позорным.
Несмотря на фактическую победу в войне Габсбурги отдавали Порте часть только что освобождённых исторических венгерских и хорватских земель. Замок Нови-Зрин подлежал разрушению. Сам Николай Зринский протестовал в Вене против договора, однако его протесты были проигнорированы двором. Зринский покинул двор, уединившись в Чаковце. Разочарование политикой Вены было в нём столь сильно, что несмотря на преданность Габсбургам, которую он декларировал всю жизнь, он примкнул на начальной стадии к антигабсбургскому заговору Зринских-Франкопана.
18 ноября 1664 года Николай Зринский погиб в окрестностях Чаковца в результате несчастного случая на охоте на дикого кабана. Легенды утверждали, что несчастный случай был подстроен агентами Габсбургов, но никаких фактов в пользу этого не существует.

## Литературные труды
Зринский успешно сочетал военную службу с поэтической деятельностью. Стихи писал на венгерском языке. Самым значительным его трудом стала эпическая поэма Szigeti veszedelem (Сигетская опасность), написанная в 1648—1649, посвящённая Сигетварской битве, героем которой стал его прадед Миклош Зриньи.